# Часовня Князя Владимира
Часо́вня Свято́го Равноапо́стольного Кня́зя Влади́мира — православная часовня в Барнауле. Носит имя киевского великого князя — Владимира Святославича, при котором произошло крещение Руси.
Построена в память о трагической смерти 22 февраля 2003 года мэра Барнаула Владимира Баварина.

## История

### Проект
Проект часовни принадлежит барнаульскому архитектору Александру Дерингу. Первым заказчиком этого проекта был предприниматель Б. Князев. Проект был разработан в 1995 году под рабочим названием «Часовня Рождества Христова». Построить её архитектор предлагал в одном из скверов Ленинского проспекта, но осуществлению этой идеи препятствовали разные обстоятельства. Проект обсуждался, но реализация его откладывалась.

### Название
Эскизы часовни понравились мэру В. Н. Баварину, и вскоре был заложен фундамент напротив речного вокзала.
Затем о часовне вспомнили после трагических событий с мэром, когда Городской благотворительный фонд им. Владимира Баварина принял решение увековечить его память. Так часовня Александра Деринга получила новое название (Святого Равноапостольного Князя Владимира).

### Строительство
Летом 2003 года было начато строительство часовни Князя Владимира. Из Храма Христа Спасителя был привезен образ святого Равноапостольного Князя Владимира. Росписью и установкой икон занималась барнаульская иконописная мастерская «Изограф». В часовне представлены 9 икон (малый Державный Собор русских правителей), выполненные этой мастерской. Другие иконы и церковную утварь сделали мастера из Софрино.
27 июля 2004 года состоялось торжественное открытие и освящение часовни, в котором приняли участие епископ Алтайский и Барнаульский Максим, мэр Горно-Алтайска Виктор Облогин, президент Фонда им. Владимира Баварина Юрий Брагин и архитектор Александр Деринг. 29 августа 2005 года, в рамках празднования Дня города, часовня была передана Барнаульской и Алтайской епархии.

## Архитектура
Часовня Святого Равноапостольного Князя Владимира выполнена из особым образом обработанного красного кирпича и вписалась своей архитектурой в прилегающий городской ландшафт. Во-первых, благодаря соседству с краснокирпичным Знаменским монастырем, а во-вторых, благодаря своему традиционному строю, способному организовать и преображать окружающее пространство.
По словам А. Деринга, стилистика часовни — напоминание о древнерусской архитектуре, старых московских храмах, русском Севере, Кижах, и в то же время русском модерне, опирающемся на национальную традицию.